# KIMIKA
KIMIKA（きみか、1994年8月3日（30歳）は、日本の女性歌手。ジャパン・ミュージックエンターテインメント（AURA）所属。
「Shallow」をレディー・ガガ本人と一緒に歌唱する姿がテレビ、SNSで大きな話題を呼んだ。幼い頃から東京都調布市で育つ。2020年度より山梨県観光大使を就任。

## 経歴
メジャーデビュー前　渋谷109で販売員をしていた。メジャーアーティストの仮歌やバックコーラスなど数多く携わり、主に路上で活動していた。またダンスの専門学校に通っていた。
2013年にKOUGAとともにピアノボーカルユニット「PeaPonTail」を結成しデビュー。2015年に活動休止。
2017年にSHOWROOMと週刊少年マガジンが主催した瀬尾公治のバンド漫画『風夏』のボーカルオーディションで優勝し、翌2018年1月に『風夏』第185話にゲスト出演、2月にはSHOWROOM RECORDSより配信シングル『夏風』でメジャーデビュー。
メジャーデビュー以降、2019年4月に1stEP「Dream」を発売。2020年1月29日に自身のオリジナル曲を入れた「WithYou」を発売。リード曲のWalk with youのMVは渋谷を舞台にした映像となっている。

## 人物
音楽性　-　アリアナ・グランデ/レディー・ガガ/マイケルジャクソンなどが好き。
評価　-　レディー・ガガもその実力を認めた、ハスキーで繊細な声質と4 オクターブの音域を持つ本格的シンガー。「THEカラオケ★バトル」に数回出演、「関ジャニ∞のTheモーツァルト音楽王No.1決定戦」にも出演。視聴者からの大きな反響と、審査員を務めたタレントや番組関係者からの高い評価を得る。キャリアの早い段階より歌唱力を評価されBeverlyのバックコーラスや多くの楽曲の仮歌など行う。

## 出演
2017年、代々木第一体育館で行われたTOKYO GIRLS MUSIC FESTIVAL 2017でのオーディション最終審査で1万人の大観衆を圧巻のパフォーマンスで魅了し大喝采を浴びグランプリ獲得。
2018年、渋谷109主催「渋谷路上LIVE」でグランプリ獲得。NY修行と賞金109万円獲得。
THEカラオケ★バトル - 関ジャニ∞のTheモーツァルト 音楽王No.1決定戦 
11月に映画「アリー/スター誕生」とLINE LIVEがコラボした「スターダムオーディション」でグランプリを獲得。
2020年11月
TBS系『林先生の初耳学！』に出演、歌うま数珠つなぎのコーナーで最後の歌うまYouTuberとして紹介され番組内でも歌唱力を高く評価された。

## ディスコグラフィ

### シングル
2018年2月1日
「夏風」
2020年8月2日
福岡を拠点に活動するFREAKのリーダー中垣悟とのコラボ曲「Help me! feat. Satoru Nakagaki」をデジタル配信リリース
11月25日
元サッカー日本代表の石川直宏氏と共作した楽曲「freedom feat. Nao Ishikawa」を配信開始・MV公開
CDはFC東京オフィシャルオンラインショップをメインとした予約限定で受注販売。CDジャケットには2人の直筆サイン付き。

### アルバム
2019年4月10日FIRST MINI ALBUM「Dream」発売。
2020年1月29日SECOND MINI ALBUM「With you」発売